# Argyresthia buvati
Argyresthia buvati is een vlinder uit de familie pedaalmotten (Argyrethiidae). De wetenschappelijke naam is voor het eerst geldig gepubliceerd in 1992 door Gibeaux.
De soort komt voor in Europa.